# Костица (Арђеш)
Костица (рум. Costiță) насеље је у Румунији у округу Арђеш у општини Скиту-Голешти. Oпштина се налази на надморској висини од 500 m.

## Становништво
Према подацима из 2002. године у насељу је живело 157 становника, од којих су сви румунске националности.